# الاحتلال الألماني لدول البلطيق خلال الحرب العالمية الثانية

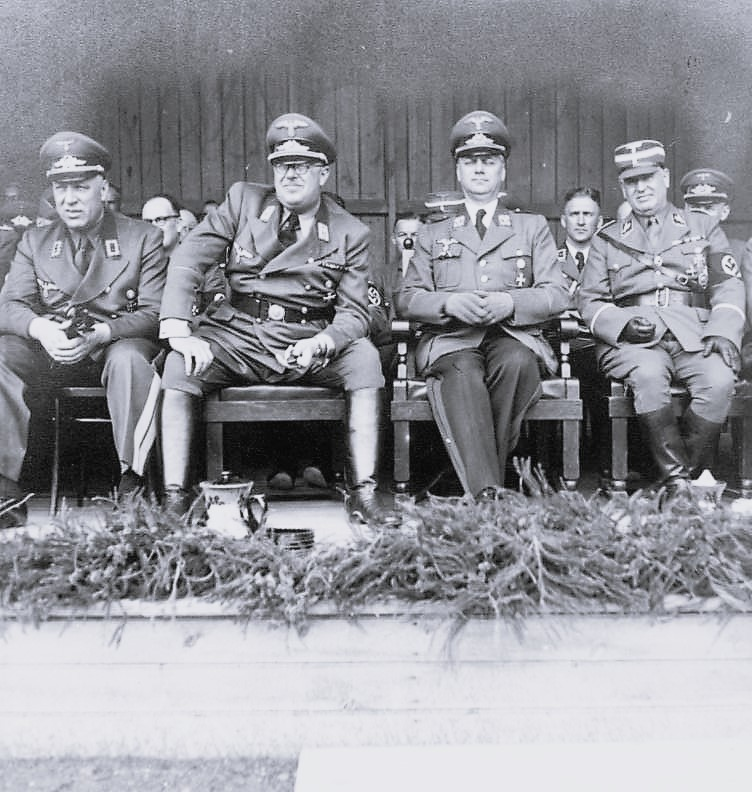
المفوض العام لاتفيا أوتو هاينريش دريشسلر، مفوض الرايخ لاوستلاندهينريتش لوحز، وزير الرايخ للالأراضي الشرقية ألفريد روزنبرغ في عام 1942.

حدث احتلال دول البلطيق من قبل ألمانيا النازية أثناء عملية بربروسا من عام 1941 إلى عام 1944. في البداية، اعتبر العديد من الإستونيين واللاتفيين والليتوانيين الألمان محررين من الاتحاد السوفيتي. كان البالتس يأمل في استعادة الاستقلال، ولكن بدلاً من ذلك شكل الألمان حكومة مؤقتة. خلال الاحتلال قام الألمان بالتمييز والترحيل الجماعي والقتل الجماعي لتوليد حركات مقاومة البلطيق.  

## تحت الحكم الألماني
وافق الألمان على مغادرة دول البلطيق، باستثناء ليتوانيا (التي تم التنازل عنها لاحقًا في مقابل المناطق الغنية بالنفط في بولندا)، في إطار النفوذ السوفيتي في الميثاق الألماني السوفيتي عام 1939. افتقر الألمان إلى الاهتمام بمصير دول البلطيق، وشرعوا في إخلاء ألمان البلطيق. بين أكتوبر وديسمبر 1939، قام الألمان بإجلاء 13700 شخص من إستونيا و 52,583 من لاتفيا، الذين أعيد توطينهم في الأراضي البولندية المدمجة في ألمانيا النازية. في الصيف التالي، احتل السوفييت جميع الولايات الثلاث وضموها بشكل غير قانوني. في 22 يونيو 1941 نفذ الألمان عملية بربروسا. كان السوفييت تنفيذ السوفيتية سابقا، بما في ذلك الترحيل الجماعي الأول يوم 14 يونيو، في وقت سابق ثمانية أيام فقط، وكانت النتيجة أن غالبية البلطيق رحبت القوات المسلحة الألمانية عندما عبروا حدود ليتوانيا.
في ليتوانيا، اندلعت ثورة في اليوم الأول من الحرب، وتم تشكيل حكومة مؤقتة. مع اقتراب الجيوش الألمانية من ريغا وتالين، كانت هناك محاولات لإعادة إنشاء الحكومات الوطنية. كان من المأمول أن يعيد الألمان استقلال البلطيق. سرعان ما تبخرت هذه الآمال السياسية وأصبح التعاون في بحر البلطيق أقل صراحة أو توقف تمامًا. تحولت نسبة متزايدة من السكان المحليين ضد النظام النازي حيث حولت ألمانيا دول البلطيق - باستثناء منطقة ميمللاند (كلايبيدا) التي تم ضمها إلى ألمانيا الكبرى في عام 1939 - ومعظم روسيا البيضاء في مفوضية الرايخ أوستلاند، مستعمرة في كل شيء ما عدا الاسم في التي كان للقوميات الأربع المهيمنة دور ضئيل في الحكم. كان هنريش لوه، وهو سياسي ألماني نازي، رايشسكوميسار حتى فر من وجه تقدم الجيش الأحمر عام 1944. علاوة على ذلك، رفضت ألمانيا النازية إعادة إنشاء دول البلطيق بأي شكل من الأشكال في المستقبل، حيث أعلنت نفسها من جانب واحد الخلف القانوني لجميع دول البلطيق الثلاثة، وكذلك الاتحاد السوفيتي، والتي توقعت أن تنهار بسبب الغزو الألماني.

## احتلال استونيا من قبل ألمانيا النازية
بعد أن غزت ألمانيا النازية الاتحاد السوفيتي في 22 يونيو 1941، وصل الفيرماخت إلى إستونيا في يوليو.